# Pius Nwankwo Okeke
Pius Nwankwo Okeke, né le 30 octobre 1941, est un astronome et professeur nigérian qui a énormément contribué à la recherche spatiale africaine. Il est connu comme le père de l'astronomie au Nigeria.

## Biographie

### Enfance, éducation et débuts
Nwankwo Okeke naît le 30 octobre 1941 à Oraukwu,. Okeke va à l'école primaire d'Oraukwu, où il se fait remarquer en mathématiques, puis poursuit ses études à l'école secondaire de la Washington Memorial Grammar School de 1957 à 1962. Il se rend l'école des sciences d'urgence à Lagos, où il obtient son baccalauréat. En 1965, il reçoit l'admission à l’Université de Lagos pour étudier la physique. Cependant, en raison de la guerre civile, il effectue un transfert pour l'Université du Nigeria, où il obtient une licence en physique en 1971. Il continue comme chercheur junior à l'université avant de terminer son doctorat en 1975, devenant ainsi la première personne à le faire.

## Carrière
En 1979, Okeke s'en va à l'Université de Cambridge en tant que chercheur postdoctoral pour travailler sous la supervision du professeur Martin Rees. À son retour au Nigeria en 1989, il devient professeur et directeur du Centre de recherche spatiale de l'Université du Nigeria. À l'Université du Nigéria, il a été chef du département de physique et d'astronomie, puis doyen de la faculté des sciences physiques de 1999 à 2002. Depuis novembre 2022, Okeke est professeur émérite à l'Université du Nigeria.
Okeke est chercheur invité à l'Université de Tübingen en 1995 et au Harvard-Smithsonian Center for Astrophysics en 1997, chercheur principal à l'Observatoire astronomique national du Japon en 1993, professeur invité à l'Observatoire astronomique sud-africain en 1996. Il est membre externe du conseil d'administration de la National Research Foundation (Afrique du Sud) de 1994 à 2000.
Okeke était président de la Société africaine d'astronomie et directeur du Centre des sciences spatiales fondamentales. Grâce à de solides programmes de troisième cycle et à des installations de recherche, il contribue à lancer des programmes de sciences spatiales pionniers en Afrique. Un radiotélescope de 25 mètres, l'un des plus grands d'Afrique, est en cours d'installation à Nsukka sous la houlette d'Okeke et en partenariat avec la Chine.
Okeke compte15 manuels sur la physique et l'astronomie. Il est l'auteur de Senior Secondaire Physics. Il apporte une contribution incommensurable au développement des universitaires, censés être responsables de la formation d'environ 3/4 des astronomes du Nigeria. Il est considéré comme le père de l'astronomie au Nigeria,.
Okeke est associé à l’École panafricaine des astronomes émergents (PASEA) et à l’école d’été internationale ouest-africaine pour jeunes astronomes. Sa biographie, « Braving the Stars », a été co-écrite par Sam Chukwu et Jeff Unaegbu en 2013.

## Prix
Okeke est membre de la Royal Astronomical Society ( FRAS ), membre de l'Académie nigériane des sciences en 1998, membre de l'Académie africaine des sciences en 2017, et consultant des Nations Unies pour l'espace, la science en Afrique. En 2007, il est le récipiendaire africain du prix ONU/NASA pour son travail visant à faire progresser l'astronomie en Afrique.

## Vie privée
Okeke est marié à Francisca Okeke, professeur de physique, et a six enfants,. Francisca Okeke est une physicienne reconnue titulaire du prix L'Oréal-UNESCO pour les femmes et la science en 2013,,.

## Publications sélectionnées
- Pius N. Okeke et M. W. Anyakoha, Senior secondary physics, Macmillan, 1987 (ISBN 0-333-37571-8, OCLC 17776397)
- Soon, Baliunas, Posmentier et Okeke, « Variations of solar coronal hole area and terrestrial lower tropospheric air temperature from 1979 to mid-1998: astronomical forcings of change in earth's climate? », New Astronomy, Elsevier BV, vol. 4, no 8,‎ 2000, p. 563–579 (ISSN 1384-1076, DOI 10.1016/s1384-1076(00)00002-6, Bibcode 2000NewA....4..563S)
- Ayantunji, Okeke et Urama, « Diurnal and Seasonal Variation of Surface Refractivity Over Nigeria », Progress in Electromagnetics Research B, The Electromagnetics Academy, vol. 30,‎ 2011, p. 201–222 (ISSN 1937-6472, DOI 10.2528/pierb11030902)